# 多治見市立共栄小学校
多治見市立共栄小学校（たじみしりつ きょうえいしょうがっこう）とは、岐阜県多治見市にある公立小学校。

## 通学区域
- 通学区域は、虎渓山町7丁目の一部、東栄町1-5丁目、高田町1-11丁目、高田町東山、高田町白粉、高田町岩曽根、高田町長湫、高田町岩ケ峠、高田町信濃柿、小名田町1-6丁目、小名田町西山、小名田町西ケ洞の一部、小名田町草ノ頭、小名田町可児郷、小名田町東谷、小名田町悪洞、小名田町野田内、小名田町別山、小名田町岩ケ根、小名田町大石原、小名田町絵図ケ峯、東山1-3丁目であり、公立中学校の進学先は多治見市立陶都中学校及び多治見市立北陵中学校（小名田町の一部のみ）である[1]。

## 沿革
- 1874年（明治7年） - 績新義校[注釈 1]が開校。校区は土岐郡久尻村、可児郡小名田村。
- 1875年（明治8年） - 績新義校の分校として、小名田村に績新義校分校養童学校が開校する。
- 1877年（明治10年） - 養童学校が績新義校から独立する。
- 1886年（明治19年） - 高田簡易科小学校に改称する。
- 1889年（明治22年）7月1日 - 中ノ郷村、長瀬村、小名田村が合併し、豊岡村が発足。
- 1892年（明治25年） - 高田尋常小学校に改称する。
- 1899年（明治32年） - 豊岡村が町制施行、可児郡豊岡町となる。
- 1922年（大正11年） - 高田尋常高等小学校に改称する。
- 1934年（昭和9年）8月1日 - 可児郡豊岡町が土岐郡多治見町に編入される。
- 1936年（昭和11年） - 多治見第三尋常高等小学校に改称する。
- 1940年（昭和15年）8月1日 - 多治見町が市制施行し、多治見市となる。
- 1941年（昭和16年）
  - 3月 - 共栄尋常高等小学校に改称する。
  - 4月 - 共栄国民学校に改称する。
- 1947年（昭和22年） - 多治見市立共栄小学校に改称する。
- 1968年（昭和43年） - 校舎（鉄筋コンクリート造）が完成。
- 1978年（昭和53年） - 校舎を増築する。